# Walter Dexel
Walter Dexel (Monaco di Baviera, 7 febbraio 1890 – Braunschweig, 8 giugno 1973) è stato un pittore, tipografo e scenografo tedesco.

## Biografia

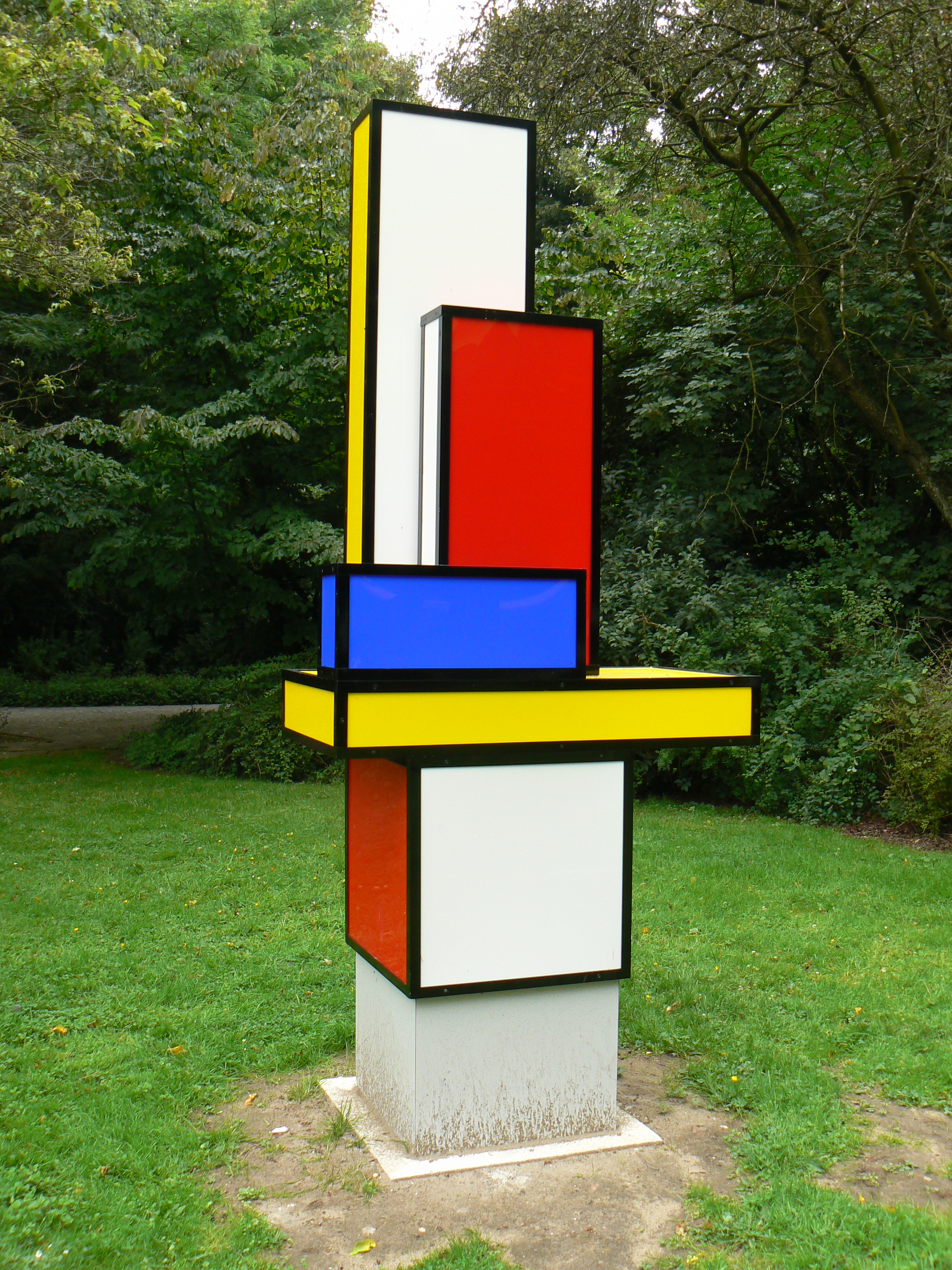
Bottrop Sculpture

Walter Dexel è considerato uno tra i massimi esponenti dell'avanguardia europea del Novecento. Aderì dapprima alla corrente del movimento costruttivista e alla Bauhaus influenzando in seguito anche lo sviluppo del movimento De Stijl.
Pittore autodidatta, dopo la laurea nel 1912 parte per un lungo viaggio di istruzione che lo porterà in Italia, a Parigi e a Berlino, dove entra in contatto con i protagonisti delle avanguardie storiche. Nel 1914 tiene la sua prima mostra personale, di matrice cubista, presso la Galerie Dietzel di Monaco di Baviera e collabora con László Moholy-Nagy.
A partire dagli anni venti si lega al costruttivismo e inizia un'amicizia profonda con il pittore olandese Theo van Doesburg che subirà da lui una forte influenza. 
Per oltre 10 anni docente a Magdeburgo presso la Kunstgewerbeschule viene allontanato dall'insegnamento dal governo nazista che lo identifica come esponente dell'arte degenerata.
Nel dopoguerra, dopo anni di grande difficoltà, viene celebrato come uno dei maggiori artisti tedeschi e riprende l'attività artistica, che proseguirà sino alla morte, avvenuta nel 1973.
È stato anche grafico, tipografo, scenografo, fotografo. Alcuni dei suoi libri e delle sue pubblicazioni sono considerate ancora oggi fondamentali per comprendere la cultura delle avanguardie tra le due guerre.

## Musei
- Museum of Modern Art New York
- Harvard University Art Museums Massachusetts
- Los Angeles County Museum of Art Los Angeles
- Minneapolis Institute of Arts Minnesota
- Museum für Kunst und Gewerbe Amburgo
- Neue Galerie Museum for German and Austrian Art New York